# Кугрісарі
Кугріса́рі (рос. Кугрисари) — невеликий острів у Ладозькому озері, частина островів Хейнясенма Західного архіпелагу. Територіально належить до Лахденпохського району Карелії, Росія.
Довжина 1,4 км, ширина 0,7 км. Майже весь вкритий лісами.